# Axinella macrostyla
Axinella macrostyla är en svampdjursart som beskrevs av Babic 1922. Axinella macrostyla ingår i släktet Axinella och familjen Axinellidae. Inga underarter finns listade i Catalogue of Life.